# Crystal Springs (Florida)
Crystal Springs ist  ein census-designated place (CDP) im Pasco County im US-Bundesstaat Florida. Das U.S. Census Bureau hat bei der Volkszählung 2020 eine Einwohnerzahl von 1.268 ermittelt.

## Geographie
Crystal Springs liegt rund 20 km südlich von Dade City sowie etwa 35 km nordöstlich von Tampa. Der CDP wird von der Florida State Road 39 durchquert.

## Geschichte
Im Jahre 1886 wurde durch die Tropical Florida Railroad, einer Tochtergesellschaft der Florida Railroad, eine Bahnstrecke von Ocala über Crystal Springs nach Plant City eröffnet. Die Bahnlinie wurde 1890 bis Tampa verlängert.

## Demographische Daten
Laut der Volkszählung 2010 verteilten sich die damaligen 1327 Einwohner auf 425 Haushalte. Die Bevölkerungsdichte lag bei 92,2 Einw./km². 90,8 % der Bevölkerung bezeichneten sich als Weiße, 0,9 % als Afroamerikaner, 0,5 % als Indianer und 1,2 % als Asian Americans. 4,4 % gaben die Angehörigkeit zu einer anderen Ethnie und 2,2 % zu mehreren Ethnien an. 8,6 % der Bevölkerung bestand aus Hispanics oder Latinos.
Im Jahr 2010 lebten in 35,2 % aller Haushalte Kinder unter 18 Jahren sowie 24,8 % aller Haushalte Personen mit mindestens 65 Jahren. 67,1 % der Haushalte waren Familienhaushalte (bestehend aus verheirateten Paaren mit oder ohne Nachkommen bzw. einem Elternteil mit Nachkomme). Die durchschnittliche Größe eines Haushalts lag bei 2,70 Personen und die durchschnittliche Familiengröße bei 3,22 Personen.
26,8 % der Bevölkerung waren jünger als 20 Jahre, 22,1 % waren 20 bis 39 Jahre alt, 32,8 % waren 40 bis 59 Jahre alt und 18,0 % waren mindestens 60 Jahre alt. Das mittlere Alter betrug 41 Jahre. 49,4 % der Bevölkerung waren männlich und 50,6 % weiblich.
Das durchschnittliche Jahreseinkommen lag bei 38.000 $, dabei lebten 31,3 % der Bevölkerung unter der Armutsgrenze
Im Jahr 2000 war englisch die Muttersprache von 96,50 % der Bevölkerung und spanisch sprachen 3,50 %.